# August Levin
August Levin (* 25. Mai 1895 in Loitz; † 16. November 1967) war ein deutscher Politiker (KPD), Spanienkämpfer und Widerstandskämpfer gegen den Nationalsozialismus.

## Leben
August Levin nahm am Ersten Weltkrieg teil und gehörte 1918 der Volksmarinedivision an. Nachdem er zunächst Mitglied der USPD war, trat er 1920 in Recklinghausen in die KPD ein. In Loitz war er 1921 einer der Gründer einer Ortsgruppe der Partei, die er von 1922 bis 1933 leitete. In dieser Zeit gehörte er dem Loitzer Stadtparlament, dem Kreistag und dem Provinziallandtag der Provinz Pommern an. 1929 besuchte er die KPD-Zentralschule in Fichtenau. Von Oktober 1930 bis April 1931 war zur politischen Schulung nach Moskau delegiert worden.
Wenige Tage nach der Machtergreifung wurde er als „Urheber“ einer gegen die Nationalsozialisten gerichteten Demonstration für kurze Zeit verhaftet. Ende August 1933 wurde er erneut festgenommen und im Polizeipräsidium in Stettin inhaftiert. Dort kam er in Kontakt zu Hermann Matern. Im Oktober 1933 wurde er ins KZ Neusustrum im Emsland verlegt, von wo ihm im November die Flucht über die niederländische Grenze gelang. In den Niederlanden war er als Vertrauensmann für deutsche Emigranten tätig. 
1936 ging er nach Spanien um in den Internationalen Brigaden zu kämpfen. Er wurde zunächst als Offizier in der Kaderabteilung eingesetzt. Im Februar kam er als Oberleutnant zum Tschapajew-Bataillon in der Brigade XIII. 1938 musste er Spanien wegen einer Malariaerkrankung verlassen und ging wieder in die Niederlande, wo er heiratete und die Zeit des Zweiten Weltkriegs verbrachte. Nach Kriegsende kehrte er nach Loitz zurück und wurde Bürgermeister der Stadt. Später lebte er in Berlin.
August Levin war Träger des Vaterländischen Verdienstordens in Silber. In der DDR trugen eine Schule in Bandelin, eine Straße in seiner Geburtsstadt Loitz sowie das Kinder- und Jugendheim in Rustow seinen Namen, wo er auch Ehrenbürger war.